# Szwedzki język migowy
Szwedzki język migowy (szw. svenskt teckenspråk) – naturalny język migowy społeczności Głuchych w Szwecji. Od 1981 roku ten język migowy jest w Szwecji oficjalnym pierwszym językiem Głuchych. Posługuje się nim około 30 tysięcy osób niesłyszących lub niedosłyszących z ciężką utratą słuchu.

## Charakterystyka
W Szwecji język migowy był używany przed rokiem 1800. Zainspirowany sztuką teatralną w której głuchy chłopiec komunikował się za pomocą gestów Pär Aron Borg utworzył alfabet migowy języka szwedzkiego. W roku 1809 po otrzymaniu dotacji Pär Aron Borg otworzył Allmänna institutet för Blinda och Döfstumma pierwszą szwedzką szkołę dla niewidomych i głuchych.
Przez ponad 100 lat osoby głuche walczyły w Szwecji o uznanie ich naturalnego języka i prawo do swobodnego porozumiewania się nim. 14 maja 1981 szwedzki parlament podjął ustawę nadającą językowi migowemu (teckenspråk) status pierwszego języka głuchych. Tym samym państwo dostrzegło osoby głuche posługujące się w swoim życiu codziennym językiem migowym oraz prawnie usankcjonowało społeczną rzeczywistość Szwecji. Szwecja podjęła taką uchwałę jako pierwszy kraj na świecie, równocześnie ustanawiając wzór dla innych krajów. Od tego wydarzenia dzień 14 maja jest uznawany w Szwecji Dniem Języka Migowego. Szwedzki język migowy przestał być tylko środkiem komunikacji osób głuchych, a zaczął być pełnoprawnym językiem określonej grupy obywateli Szwecji.
Wcześniej uznawano szwedzki mówiony (förstaspråk) jako pierwszy język społeczności głuchych a język migowy (podobnie jak w innych krajach) był marginalizowany (w szkołach mógł być używany przez uczniów jedynie podczas przerw). Dominowała doktryna oralistyczna, a głuche dzieci przymuszano do nauki mówienia.
Ustawa językowa (Language Act) z 2009 roku uznała szwedzki język migowy jako jeden z języków Szwecji, równocześnie przyznając społeczności głuchych, słabosłyszącym a także wszystkim identyfikującym się z tym środowiskiem, prawo do uczenia się, rozwijania i swobodnego wykorzystywania szwedzkiego języka migowego. 
Szwedzki język migowy ma własną gramatykę, szyk zdań, właściwe sobie wyrażenia i idiomy. W procesie tłumaczenia znaki migowe nie podążają za szwedzkim mówionym, a jego nauka dla Szwedów wygląda podobnie do nauki języka obcego.
W standardzie ISO 639-3 szwedzki język migowy otrzymał kod „swl”.

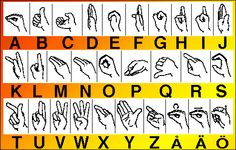
Jednoręczny alfabet szwedzkiego języka migowego